# Jodis norbertaria
Jodis norbertaria là một loài bướm đêm trong họ Geometridae.